# هانس إدغار بولسين
هانس إدغار بولسين (بالنرويجية البوكمول: Hans Edgar Paulsen)‏ هو لاعب كرة قدم نرويجي في مركز الهجوم، ولد في 23 أبريل 1946. شارك مع منتخب النرويج تحت 19 سنة لكرة القدم ومنتخب النرويج تحت 21 سنة لكرة القدم ومنتخب النرويج لكرة القدم. أما مع النوادي، فقد لعب مع نادي فيكينغ.

## وصلات خارجية
- هانس إدغار بولسن على موقع اتحاد النرويج (النرويجية)
- هانس إدغار بولسن على موقع قاعدة بيانات كرة القدم.إي يو (الإنجليزية)
- هانس إدغار بولسن على موقع عالم كرة القدم.نت (الإنجليزية)